# Blinx: The Time Sweeper
Blinx: The Time Sweeper è un videogioco platform del 2002, sviluppato da Artoon e pubblicato da Microsoft Game Studios in esclusiva per Xbox.
Il giocatore impersona Blinx, un gatto addetto alla fabbrica del tempo che, dopo aver assistito alla distruzione della dimensione B1Q64 da parte della banda dei maiali Tom Tom, decide di partire in missione per risolvere la faccenda.

## Modalità di gioco
Il gioco è un platform: le particolarità principali stanno nel fatto che il protagonista si serva di uno speciale "aspira-rifiuti" (TS-1000) per eliminare i mostri e che il tempo sia usato come arma a doppio taglio: infatti, Blinx userà a suo vantaggio cinque comandi (riavvolgi, vai avanti, pausa, registra, moviola) che, una volta accumulati raccogliendo dei cristalli, gli permetteranno di manipolare lo scorrere del tempo con un effetto visivo simile a quello di un videoregistratore; tuttavia, essendo le regioni che visita molto instabili, dovrà fare tutto più velocemente possibile in dieci minuti al massimo, dopo i quali subentrerà il game over. Inoltre Blinx viene messo al tappeto con un solo colpo da parte dei nemici o con infortuni dovuti ai pericoli dell'ambiente in cui si trova (laghi di ghiaccio, lava, pavimenti che crollano etc.), ma allora vengono in suo aiuto dei poteri che, agendo sul tempo, lo riporteranno ad una condizione recente ritenuta sicura: si chiamano ritenta, si comprano o si raccolgono come fossero dei normali cristalli e si possono accumulare fino a nove (Blinx è pur sempre un gatto). Ovviamente, una volta finita la scorta di ritenta e ferito Blinx per l'ennesima volta, il gioco non concede altre possibilità.

## Seguito
Un sequel, intitolato Blinx 2: Masters of Time and Space, fu pubblicato per Xbox nell'autunno del 2004.